# Tummas Hansen
Tummas Hansen (11 febbraio 1966) è un ex calciatore faroese, di ruolo difensore.

## Carriera

### Nazionale
Ha collezionato 27 presenze con la propria Nazionale.